# فرجان، قبادلی
فرجان ( ترکی آذربایجانی: Fərcan) یک منطقهٔ مسکونی در جمهوری آرتساخ است که در استان کاشاتاق واقع شده است.